# Resolv.conf文件
resolv.conf 是解析器的配置文件。解析器是C库中用于提供DNS接口的程序集。

## 程序
resolvconf 是一个用于管理多个DNS配置文件的框架。 该DNS配置文件就是 resolv.conf文件 。
resolvconf 可同时处理来自若干个来源的配置文件，如来自 DHCP 和 VPN客户端。 传统来说， 主机仅仅会运行一个客户端，并由该客户端更新  /etc/resolv.conf 文件。现代系统挺多会频繁切换有线和无线，无法保证主机永远都在同一个网络。后来，VPN以及其他网络守护进程的诞生，导致 /etc/resolv.conf 的竞争多了起来。

## 文件
原本，resolv.conf文件 是由网络服务守护进程进行管理。该文件是默认文件，且面向的是笔记本和高移动性系统的，它们有时候需要连接不同的网络。但是，该文件也对台式机和服务器系统有效，只要是具有网络架构的就有效。
但是对于某些系统和网络，系统管理员也许希望手动配置  /etc/resolv.conf 该文件。这里存在的问题是，网络服务守护进程（network service daemons）将会动态修改该文件，因此管理员修改的内容可能被覆盖。如果想要手动修改  resolv.conf 文件，应该去停止该服务。

## 相关网站
- Debian Wiki - resolv.conf
- archlinux维基（页面存档备份，存于）
- 用户手册 （页面存档备份，存于）